# جينغ دونغدونغ
جينغ دونغدونغ (بالصينية: 郑冬冬) مواليد 10 ديسمبر 1988، هي لاعبة كرة يد صينية تلعب كمحور. مثلت منتخب الصين لكرة اليد للسيدات.

## سجل المنافسة
شاركت في البطولات التالية:
- بطولة العالم لكرة اليد للسيدات 2013